# Bundesstraße 60
Die Bundesstraße 60 (Abkürzung: B 60) war eine deutsche Bundesstraße in Nordrhein-Westfalen.

## Überblick
- Länge: 57,8 km
- Anfangspunkt: Straelen (Grenze NL)
- Endpunkt: Mülheim (an der Ruhr)

## Verlauf
- Straelen Grenze NL (0,0 km)
- Straelen (5,0 km): B 221
- Kerken (16,8 km): B 9, B 510
- Neukirchen-Vluyn (25,5 km)
- Moers: B 57
- Duisburg-Kaßlerfeld (42,2 km)
- Duisburg (45,4 km): B 8
- Mülheim-Styrum (51,3 km): B 223
- Mülheim (57,8 km): A 40

## Geschichte
Die Straße erhielt bei der ersten Nummernvergabe an Fernverkehrsstraßen 1932 die Nummer 60 (FVS 60) und führte zunächst von Aldekerk über Moers – Duisburg – Hamborn – Mülheim an der Ruhr – Essen – Velbert – Wuppertal – Solingen nach Lennep (Remscheid). Der Streckenabschnitt östlich Mülheim bis Remscheid-Lennep wurde später durch die Bundesstraßen 231, 224 und 229 ersetzt. Ab 1934 wurde die Straße als Reichsstraße 60, ab 1949 als Bundesstraße 60 bezeichnet. Sie führte ab Mitte der 1930er Jahre vom niederländisch-deutschen Grenzübergang Herongen bei Straelen über Wachtendonk, Kerken, Schaephuysen, Neukirchen-Vluyn, Moers und Duisburg nach Heißen (Mülheim) zur Reichsstraße 1. Mitte der 1980er Jahre wurde die B 60 wegen der parallel laufenden Bundesautobahn 40 zur Landesstraße 140 umgewidmet.